# Скурковиці
Скурковиці (пол. Skórkowice) — село в Польщі, у гміні Жарнув Опочинського повіту Лодзинського воєводства.
Населення — 391 особа (2011).
У 1975-1998 роках село належало до Пйотрковського воєводства.

## Демографія
Демографічна структура станом на 31 березня 2011 року:
|          | Загалом | Допрацездатний вік | Працездатний вік | Постпрацездатний вік |
| -------- | ------- | ------------------ | ---------------- | -------------------- |
| Чоловіки | 197     | 34                 | 134              | 29                   |
| Жінки    | 194     | 34                 | 87               | 73                   |
| Разом    | 391     | 68                 | 221              | 102                  |